# Journal of Computer and System Sciences
Ne pas confondre avec le Journal of Computer and Systems Sciences International publié par Springer
Le Journal of Computer and System Sciences (abrégé en « JCSS ») est une revue scientifique dans le domaine de l'informatique théorique dont les publications sont basées sur le principe de l'évaluation par les pairs. La revue est publiée par Elsevier, et a été fondée en 1967.
Plusieurs articles scientifique influents ont été publiés dans JCSS, et notamment cinq articles qui ont obtenu le prix Gödel,,,,.

## Thèmes couverts
La revue publie des articles de recherche originaux en informatique et dans des domaines connexes en science des systèmes, avec une attention particulière à la théorie mathématique impliquée. Les articles axés sur les applications peuvent également être acceptés ; on s'attend alors à ce qu'ils contiennent une évaluation analytique approfondie des solutions proposées.
Les domaines de recherche comprennent des sujets traditionnels tels que :
- Théorie des algorithmes et calculabilité
- Langages formels
- Théorie des automates

et aussi des sujets plus contemporains comme :
- Complexité algorithmique
- Informatique parallèle et distribuée
- Réseaux informatiques
- Réseaux de neurones
- Théorie de l'apprentissage par ordinateur
- Théorie et pratique des bases de données
- Modélisation informatique de systèmes complexes
- Sécurité et confidentialité

## Périodicité
En 2019, le rédacteur en chef est Michael Segal (en),.
La périodicité des volumes a changé  : depuis 2016, chaque année paraissent 8 volumes qui ne sont plus subdivisés en numéros. Auparavant paraissaient d'abord un volume annuel, puis deux volumes annuels, puis à nouveau un seul volume annuel.

## Article lié
- Liste de revues d'informatique